# Parma Associazione Calcio 1975-1976
Questa pagina raccoglie le informazioni riguardanti il Parma Associazione Calcio nelle competizioni ufficiali della stagione 1975-1976.

## Stagione
Dopo la retrocessione scorsa per i biancocrociati è di nuovo Serie C. Ottimo il campionato disputato dal Parma che si piazza secondo in classifica nel girone B della Serie C con 46 punti. Il torneo è stato vinto dal Rimini che con 51 punti raggiunge la Serie B. I ducali reggono il confronto con il Rimini, ma alla fine gli scontri diretti fanno la differenza (entrambi vinti di misura dai biancorossi).
Retrocedono in Serie D l'Aquila Montevarchi, con la peggior differenza reti nei confronti di Pisa, Anconitana e Riccione, con il Chieti ed il Ravenna.
La compagine ducale è affidata per questa stagione a Giovanni Meregalli ex giocatore crociato, l'aperitivo al campionato è il 12º girone di Coppa Italia di Serie C che viene vinto agevolmente sul Carpi ed il Ravenna, per poi però uscire dalla manifestazione tra ottobre e novembre, nei sedicesimi di finale, ai calci di rigore per mano della Massese.

## Rosa

Il promettente neoacquisto Roberto Furlan: al termine di quella che rimarrà la sua unica stagione a Parma, arriverà l'insorgere della leucemia che lo porterà alla morte prematura due anni dopo, non ancora 25enne.

| N. |                   | Ruolo | Calciatore          |
| -- | ----------------- | ----- | ------------------- |
|    | Italia (bandiera) | P     | Mirko Benevelli     |
|    | Italia (bandiera) | P     | Luciano Bertoni     |
|    | Italia (bandiera) | P     | Antonino Gabban     |
|    | Italia (bandiera) | D     | Stefano Andreoli    |
|    | Italia (bandiera) | D     | Enzo Barlottini     |
|    | Italia (bandiera) | D     | Michele Benedetto   |
|    | Italia (bandiera) | D     | Stefano Calcagni    |
|    | Italia (bandiera) | D     | Maurizio Cavazzini  |
|    | Italia (bandiera) | D     | Giovanni Colonnelli |
|    | Italia (bandiera) | D     | Franco Ferrari      |
|    | Italia (bandiera) | D     | Mariano Fabris      |
|    | Italia (bandiera) | C     | Michele Barone      |
|    | Italia (bandiera) | D     | Andrea Bernabucci   |

| N. |                   | Ruolo | Calciatore         |
| -- | ----------------- | ----- | ------------------ |
|    | Italia (bandiera) | C     | Roberto Furlan     |
|    | Italia (bandiera) | C     | Giuseppe Giani     |
|    | Italia (bandiera) | C     | Angelo Lodi        |
|    | Italia (bandiera) | C     | Giuseppe Neumair   |
|    | Italia (bandiera) | C     | Attilio Perotti    |
|    | Italia (bandiera) | C     | Giorgio Redeghieri |
|    | Italia (bandiera) | C     | Silvano Tassoni    |
|    | Italia (bandiera) | C     | Marco Torresani    |
|    | Italia (bandiera) | A     | Giuseppe Bressani  |
|    | Italia (bandiera) | A     | Paolino Bozza      |
|    | Italia (bandiera) | A     | Giovanni Pirola    |
|    | Italia (bandiera) | A     | Alberto Rizzati    |

## Risultati

### Serie C girone B

#### Girone di andata
| Arbitro: | Tonolini (Milano) |

|                                         |           |                         |
| Bressani 36’ Bozza 40’, 47’ Perotti 67’ | Marcatori | 6’ Caocci 20’ Fumagalli |

| Arbitro: | Zanchetta (Treviso) |

|              |           |  |
| Angeloni 49’ | Marcatori |  |

| Arbitro: | Baldari (Roma) |

|                 |           |  |
| Pirola 25’, 88’ | Marcatori |  |

| Olbia 5 ottobre 1975 4ª giornata | Olbia           | 0 – 0 | Parma | Stadio Bruno Nespoli\| Arbitro: \| Artico (Padova) \| |
| Arbitro:                         | Artico (Padova) |       |       |                                                       |

| Arbitro: | Romanetti (Messina) |

|                               |           |  |
| Pirola 15’, 52’ Benedetto 88’ | Marcatori |  |

| Arbitro: | Fr. Lazzaroni (Abbiategrasso) |

|                                                        |           |               |
| Lodi 12’ Colonnelli 38’ Bressani 53’ Pirola 72’ (rig.) | Marcatori | 90’ Menciassi |

| Massa 26 ottobre 1975 7ª giornata | Massese          | 0 – 0 | Parma | Stadio degli Oliveti\| Arbitro: \| Canesi (Cremona) \| |
| Arbitro:                          | Canesi (Cremona) |       |       |                                                        |

| Arbitro: | Lops (Torino) |

|  |           |               |
|  | Marcatori | 14’ Carnevali |

| Ancona 9 novembre 1975 9ª giornata | Anconitana       | 0 – 0 | Parma | Stadio Dorico\| Arbitro: \| Colasanti (Roma) \| |
| Arbitro:                           | Colasanti (Roma) |       |       |                                                 |

| Arbitro: | Selicorni (Novara) |

|             |           |               |
| Rizzati 49’ | Marcatori | 79’ Pulitelli |

| Livorno 23 novembre 1975 11ª giornata | Livorno           | 0 – 0 | Parma | Stadio Ardenza\| Arbitro: \| Parussini (Udine) \| |
| Arbitro:                              | Parussini (Udine) |       |       |                                                   |

| Arbitro: | Tempio (Catania) |

|               |           |  |
| Colonelli 59’ | Marcatori |  |

| Arbitro: | Mondoni (Milano) |

|                          |           |  |
| Torresani 22’ Barone 54’ | Marcatori |  |

| Arbitro: | Manfredini (Pavia) |

|                |           |                 |
| Cianchetti 77’ | Marcatori | 20’, 72’ Barone |

| Chieti 21 dicembre 1975 15ª giornata | Chieti              | 0 – 0 | Parma | Stadio Guido Angelini\| Arbitro: \| Romanetti (Messina) \| |
| Arbitro:                             | Romanetti (Messina) |       |       |                                                            |

| Arbitro: | Simini (Torino) |

|             |           |  |
| Rizzati 83’ | Marcatori |  |

| Arbitro: | Pieri (Genova) |

|                                     |           |                        |
| Mujesan 36’, 53’ (rig.), 35’ (rig.) | Marcatori | 50’ Perotti 63’ Barone |

| Parma 18 gennaio 1976 18ª giornata | Parma         | 0 – 0 | Lucchese | Stadio Ennio Tardini\| Arbitro: \| Longhi (Roma) \| |
| Arbitro:                           | Longhi (Roma) |       |          |                                                     |

| Arbitro: | Falasca (Chieti) |

|                             |           |  |
| Gattelli 74’ Corigliano 88’ | Marcatori |  |

#### Girone di ritorno
| La Spezia 1º febbraio 1976 20ª giornata | Spezia           | 0 – 0 | Parma | Stadio Alberto Picco\| Arbitro: \| Tempio (Catania) \| |
| Arbitro:                                | Tempio (Catania) |       |       |                                                        |

| Arbitro: | Lanzetti (Viterbo) |

|              |           |  |
| Bressani 86’ | Marcatori |  |

| Arbitro: | Zanchetta (Treviso) |

|  |           |                |
|  | Marcatori | 26’ Colonnelli |

| Arbitro: | Bitocchi (Tivoli) |

|                                         |           |                                    |
| Pirola 14’ (rig.) Rizzati 22’, 40’, 47’ | Marcatori | 48’ (rig.) S. Piras 77’ S. Bagatti |

| Arbitro: | Simini (Torino) |

|            |           |              |
| Biloni 89’ | Marcatori | 60’ Bressani |

| San Giovanni Valdarno 7 marzo 1976 25ª giornata | Sangiovannese       | 0 – 0 | Parma | Stadio Virgilio Fedini\| Arbitro: \| Lanzafame (Taranto) \| |
| Arbitro:                                        | Lanzafame (Taranto) |       |       |                                                             |

| Parma 14 marzo 1976 26ª giornata | Parma              | 0 – 0 | Massese | Stadio Ennio Tardini\| Arbitro: \| Stillacci (Torino) \| |
| Arbitro:                         | Stillacci (Torino) |       |         |                                                          |

| Arbitro: | Migliore (Salerno) |

|                         |           |             |
| Fagni 23’ Cinquetti 81’ | Marcatori | 36’ Rizzati |

| Arbitro: | Vinci (Messina) |

|             |           |  |
| Rizzati 59’ | Marcatori |  |

| Pisa 4 aprile 1976 29ª giornata | Pisa              | 0 – 0 | Parma | Stadio Arena Garibaldi\| Arbitro: \| Stringaro (Udine) \| |
| Arbitro:                        | Stringaro (Udine) |       |       |                                                           |

| Arbitro: | Prato (Lecce) |

|                 |           |             |
| Rizzati 2’, 69’ | Marcatori | 31’ Vergani |

| Arbitro: | D'Elia (Salerno) |

|  |           |                               |
|  | Marcatori | 11’ (rig.) Rizzati 25’ Pirola |

| Arbitro: | Cornegliani (Milano) |

|            |           |  |
| Marino 15’ | Marcatori |  |

| Arbitro: | Lanzafame (Taranto) |

|                         |           |                      |
| Bressani 46’ Barone 53’ | Marcatori | 67’ Rosa 75’ Melotti |

| Arbitro: | Badari (Roma) |

|                             |           |  |
| Barone 1’ Pirola 30’ (rig.) | Marcatori |  |

| Arbitro: | Parussini (Udine) |

|                           |           |            |
| Bonaldi 48’ E. Donati 75’ | Marcatori | 59’ Barone |

| Arbitro: | Artico (Padova) |

|              |           |  |
| Calcagni 52’ | Marcatori |  |

| Arbitro: | Marino (Genova) |

|                          |           |                |
| Volpi 84’ L. Vescovi 87’ | Marcatori | 39’ Colonnelli |

| Parma 6 giugno 1976 38ª giornata | Parma      | 0 – 0 | Pistoiese | Stadio Ennio Tardini\| Arbitro: \| Bei (Roma) \| |
| Arbitro:                         | Bei (Roma) |       |           |                                                  |

### Marcatori del Parma in Campionato
10 gol
- Alberto Rizzati

8 gol
- Giovanni Pirola

7 gol
- Michele Barone

5 gol
- Giuseppe Bressani

4 gol
- Giovanni Colonnelli

2 gol
- Paolino Bozza
- Attilio Perotti

1 gol
- Stefano Calcagni
- Angelo Lodi
- Marco Torresani
- Michele Benedetto

### Coppa Italia Semmipro

#### Girone 12
| Arbitro: | Sancricca (Macerata) |

|             |           |                       |
| Guidetti 3’ | Marcatori | 35’ Bozza 60’ Perotti |

| Arbitro: | Merlo (Bassano del Grappa) |

|             |           |  |
| Tonghini 4’ | Marcatori |  |

| 31 agosto 1975 3ª giornata |  | – Turno di riposo PARMA |  |  |

| Arbitro: | Mondoni (Milano) |

|                        |           |  |
| Perotti 13’ Barone 87’ | Marcatori |  |

| Arbitro: | Agate (Torino) |

|                                                    |           |  |
| Perotti 44’ Barone 48’ Bozza 70’, 75’ Bressani 78’ | Marcatori |  |

| 10 settembre 1975 6ª giornata |  | – Turno di riposo PARMA |  |  |

Classifica: Parma punti 6, Carpi punti 5, Ravenna punti 1.

#### Turni ad eliminazione
| Parma 15 ottobre 1975 Sedicesimi - Andata | Parma             | 0 – 0 | Massese | Stadio Ennio Tardini\| Arbitro: \| Mattei (Macerata) \| |
| Arbitro:                                  | Mattei (Macerata) |       |         |                                                         |

| Arbitro: | Longhi (Roma) |

|             |                      |                 |
| Vitale 119’ | Marcatori            | 107’ Colonnelli |
|             | Tiri di rigore 3 – 1 |                 |